# Philippe Berry
Pour les articles homonymes, voir Benguigui et Berry (homonymie).
Philippe Berry, né Philippe Benguigui,  est un sculpteur, décorateur, acteur, dessinateur et peintre français, né le 18 mai 1956 à Paris et mort le 5 septembre 2019 dans la même ville.

## Biographie

### Enfance et famille
Issu d'une famille juive d'Oran, en Algérie française, Philippe Simon Benguigui est le fils de Moïse (Maurice) Benguigui et Stella Valency, commerçants. Lorsque Philippe a huit ans, son père change de patronyme, lui substituant « Berry ». Philippe grandit avec son frère aîné Richard (né en 1950, futur acteur) et sa sœur Marie (née en 1952) dans le quartier populaire de Bonne-Nouvelle (Paris 2e), puis à Boulogne-Billancourt où leurs parents tiennent une boutique de prêt-à-porter.
Philippe Berry a été marié à l'actrice et réalisatrice Josiane Balasko, dont il a divorcé en 2000. Il a ensuite été marié à Angelina Vautier, dont il a également divorcé.
Il est le père de l'actrice Marilou Berry (née en 1983), le père adoptif de Rudy Berry (né en 1988). Il est également le père de César Berry (né en 2003) et d'Anouk Berry (née en 2008) ainsi que l'oncle de l'actrice Joséphine Berry (née en 1992), fille de son frère Richard.

### Carrière
Après être passé par l'école d'art graphique de la rue du Dragon, Met de Penninghen, il commence sa carrière professionnelle comme graphiste, maquettiste et directeur artistique. Au début des années 1980, il crée des affiches pour le cinéma ainsi que des décors pour le théâtre. Il peint également.
À partir de 1984, il se consacre entièrement à son art, la peinture et le dessin. En 1992, il se tourne vers la sculpture, il expose ses premières œuvres lors de la FIAC 1993.

### Décès
Philippe Berry meurt d'un arrêt cardiaque, le 5 septembre 2019, à l'âge de 63 ans. Il est inhumé au cimetière parisien de Pantin.

## Expositions

### Expositions personnelles
- 1986 : Galerie Marie Paccard, Paris
- 1993 : Galerie Sintitulo, Nice
- 1995 : Galerie Montenay, Paris
- 1996 : Galerie Cargo, Marseille; Galerie Nelly l’Epplatenier, Lausanne
- 1997 : Private Mythology, Essex House, New York
- 1998 : Galerie Chambre de séjour avec vue, Lubéron; Philippe Berry, le fablier, Galerie Piltzer, Paris
- 2000 : Galerie Laurence Klein, Bruxelles
- 2001 : Galerie Beaubourg, Château Notre-dame des Fleurs; 14 juillet ! – Galerie Piltzer, Barbizon
- 2002 : Il était une fois, à la Galerie Beaubourg – Château Notre-dame des Fleurs, Vence
- 2003 : Château Notre-dame des Fleurs, Vence ; Installation de la sculpture « Le dragon » à l’occasion du Nouvel An Chinois – Mairie du VI arrondissement, Paris
- 2003 : Paris-Harare: Philippe Berry, Fanizani Akuda, Colleen Madamombe, Richard Metki, Lameck Bonjisi, Zephaniah Tshuma, Richard Di Rosa, Philippe Desloubières, Olivier Sultan, Martial Verdier, Musée des arts derniers, 28 rue Saint-Gilles, Paris, 2003
- 2004 : Hôtel « La Voile d'Or », Saint-Jean-Cap-Ferrat
- 2005 : Hôtel Park Hyatt Paris-Vendôme, Paris
- 2008 : L'Arsenal, Metz
- 2009 : Château de Laréole, Saint Bertrand de Comminges
- 2010 : Sofitel Paris, Le Faubourg, Paris; Orangerie du Sénat, Paris
- 2012 : Galerie Guyot, Vence; Moulin, Mougins; Parc des Rosiers, Saint-Ouen; Le Strato, Courchevel
- 2013 : Sofitel, Bruxelles
- 2014 : Galerie Roy Sfeir, Paris; Galerie Gabel, Biot; Galerie Colorfield, Paris; Eurosite, Georges V, Paris; Parc des Rosiers, Saint-Ouen
- 2015 : L'Orangerie du Sénat, Jardin du Luxembourg, Paris
- 2017 : La Butte, Finistère, en collaboration avec la Fondation Dana[6]
- 2021 : « L'atelier de Philippe Berry: dans l'intimité du sculpteur », galerie Duret[7], Bruxelles

### Expositions de groupe
- 1984 : Basserode, Berry, Ouattara, Galerie Thierry Mercier, Versailles
- 1985 : Armal, Basserole, Berry, Rond-Point des Champs Élysées, Paris
- 1993 : Galerie Zwarte Panter, Anvers; Exposition en tant qu’invité d’honneur, Ville de Versailles; Bill Traylor, Philippe Berry, Galerie Montenay, Paris
- 1994 : Fiesta del Sud, Marseille
- 1997 : Philippe Berry, François Boisrond, Galerie Beaubourg au château Notre-Dame des Fleurs, Vence
- 1998 : 80 artistes autour du mondial, Galerie Enrico Navarra, Paris; Le grand oiseau de feu, Galerie Beaubourg, Vence
- 1999 : L’Art du Jardin, Galerie Piltzer Hippodrome de Longchamp, Paris ; La renaissance du bijou, Galerie Piltzer, Paris ; 4e salon des artistes naturalistes, Muséum d’Histoire Naturelle de Paris ; Tendrement Bête, Centre Culturel Aragon, Oyonnax ; L’Enfance de l’Art : Philippe Berry, Louise Bourgeois, Alexandre Calder, Paul Mc Carthy, Erik Dietman, Jean Dubuffet, Gérard Gasiorowski, Pablo Picasso, Niki, de Saint Phalle, Cindy Sherman, Jean Tinguely, Galerie Piltzer, Paris; Biennale internationale de Matera, Italie
- 2000 : Water in beeld, exposition Internationale de Fontaines, Den Haag Sculptuur, La Haye; Objet de l’Art, art de l’objet, Galerie Beaubourg au Château Notre-Dame des Fleurs, Vence; L’Art du Jardin, Jardin Lunaire : Philippe Berry, Patrick O’Reilly, Jean-Michel Prades-Fres – Galerie Piltzer, Hippodrome de Longchamp; Noire et Bleue, Exposition au profit de la Ligue de protection des oiseaux, Deutsche Bank, Boulevard Saint-Germain, Paris; Den Haag Sculpture 2000, exposition de groupe: Arman, Philppe Berry, César, Niki de Saint Phalle, Shinkichi Tajiri, Jean Desmarets, Patrick O’Reilly – Galerie Het Cleyne Huys, La Haye; Les loisirs de Fabrice Hybert avec Arman, Berry, Boisrond, César, Combas, Jim Dine, Dubuffet, Jeff Koons, Fernand Léger, Nam June Paik, Picabia, Tinguely… – Galerie Beaubourg au Château Notre-dame des Fleurs, Vence
- 2001 : Exposition d’une quarantaine d’artistes contemporains créant une œuvre sur la composition musicale de Maurice Ravel nommée « L’enfant et les sortilèges » – Art Sénat, Orangerie du Jardin du Luxembourg; Le Carnaval des Animaux, exposition internationale, Den Haag La Haye; Bronze de Chevaux, Exposition internationale, Musée du Cheval de Courses au Château Maisons-Laffitte, Chantilly
- 2002 : Exposition collective : Miro, Niki de Saint Phalle, Erik Dietman, Séchas, César, Donjon de Vez

Paranoï’art : Ben, Combas, Rancillac, Perrin, Monory, Klasen, Galerie Serge Laurent – Paris
- 2003 : Le pari de l’art contemporain : Collections et mécénat de Eurocopter, Groupe Figuière, Pébéo, Vacances Bleues – Musée des Tapisseries, Aix-en-Provence
- 2004 : Basquiat, Combas, Berry… – Musée des Art Derniers, Paris
- 2011 : Transformer, Transposer avec Bruno Tomasi, Galerie Shimoni, Metz
- 2015 : Exposition de groupe, Théoule

## Décors de théâtre
- 1985 : Nuit d'ivresse de et mise en scène Josiane Balasko, avec Michel Blanc, Théâtre du Splendid Saint-Martin
- 1989 : L'Ex-femme de ma vie de et mise en scène Josiane Balasko, avec Richard Berry, Théâtre du Gymnase (créée en 1988 au Théâtre du Splendid Saint-Martin avec Jane Birkin et Thierry Lhermitte)
- 1991 : Cuisine et dépendances d'Agnès Jaoui et Jean-Pierre Bacri, mise en scène Stéphan Meldegg, Théâtre La Bruyère
- 1992 : Solo de Willy Russell mise en scène de Josiane Balasko au Théâtre du Gymnase
- 1993 : Un couple infernal de Carole Brenner et Martyne Visciano, mise en scène Isabelle Nanty, Théâtre du Splendid Saint-Martin
- 1996 : Un grand cri d'amour de et mise en scène Josiane Balasko, avec Richard Berry, Théâtre de la Michodière (reprise en 1997)
- 2005 : Toc toc de Laurent Baffie au Théâtre du Palais-Royal

## Filmographie
- 1985 : Sac de nœuds de Josiane Balasko : Manu
- 1991 : Ma vie est un enfer de Josiane Balasko : le type de l'ANPE
- 1995 : Gazon maudit de Josiane Balasko : le vendeur de roses